# Shathah (nahija)
Nahija Shathah (ar. ناحية شطحة‎)  je sirijska nahija u okrugu Al-Suqaylabiyah u pokrajini Hama. Po popisu iz 2004. (prije rata), nahija je imala 25.273 stanovnika. Administrativno sjedište je u naselju Shathah.